# Fodé Diakité
Fodé Diakité (* 26. Januar 1985 in Dabakala) ist ein ivorischer ehemaliger Fußballspieler.

## Karriere
Fodé Diakité stand von 2001 bis 2003 bei den ivorischen Vereinen WAC Selafe, Toumodi FC und Issia Wazi FC unter Vertrag. 2004 wechselte er nach Belgien. Hier unterschrieb er einen Vertrag in Anderlecht beim RSC Anderlecht, wo er in der zweiten Mannschaft eingesetzt wurde. Von Januar bis Juni 2005 wurde er an Royale Union Saint-Gilloise ausgeliehen. Der Verein spielte in der zweiten belgischen Liga, der 2. Division. 2006 zog es ihn nach Asien. Hier unterschrieb er einen Vertrag beim Chonburi FC. Mit dem Verein aus Chonburi spielte er in der ersten Liga des Landes, der Thai Premier League. Nach der Hinserie wechselte er Mitte 2006 nach Singapur. Hier nahm ihn der in der ersten Liga, der S. League, spielende Home United unter Vertrag. 2008 kehrte er nach Thailand zurück. Der Erstligist Pattaya United aus Pattaya verpflichtete ihn für ein Jahr. Nach Vertragsende ging er 2009 wieder nach Europa, wo er in Paris einen Vertrag beim Drittligisten Paris FC unterschrieb. Hier spielte er bis Juni 2010. Im Anschluss ging er zum Viertligisten AFC Compiègne nach Compiègne. Anfang 2012 ging er wieder nach Thailand, wo er einen Vertrag bei seinem ehemaligen Klub Chonburi FC unterschrieb. 2012 und 2014 wurde er mit den Sharks Vizemeister und stand 2014 im Finale des FA Cup. Im Endspiel unterlag man Bangkok Glass mit 1:0. 2015 nahm ihn der Ligakonkurrent BEC Tero Sasana FC aus der thailändischen Hauptstadt Bangkok unter Vertrag. Nach 31 Erstligaspielen und vier Toren zog es ihn 2016 wieder in die Provinz Chonburi, wo er sich dem Viertligisten Phanthong FC anschloss. Phanthong galt als die Reservemannschaft des Erstligisten Chonburi FC. Nach einer Saison spielte er 2017 wieder für den Chonburi FC in der ersten Liga. Für die Sharks absolvierte er 34 Erstligaspiele. Nach Vertragsende war er bis Mitte 2018 vertrags- und vereinslos. Der Viertligist Bankhai United FC nahm ihn für den Rest der Saison 2018 unter Vertrag. Seit Anfang 2019 war er wieder vertrags- und vereinslos.

## Erfolge
Chonburi FC
- Thailändischer Vizemeister: 2012, 2014

- Thailändischer Pokalfinalist: 2014